# PL/0
PL/0 ist eine vereinfachte Programmiersprache. Sie dient als Muster, um im Buch Compilerbau von Niklaus Wirth zu zeigen, wie man einen Compiler herstellt. Die Sprache kann nur mit Zahlenwerten umgehen und ist nicht dazu gedacht, wirklich eingesetzt zu werden.
PL/0 ist außerdem eine Untermenge der Programmiersprache PL/I von IBM.
Die Syntaxregeln der Modellsprache in  EBNF:
```
 
program    
=
 
block 
"."
 
.

 
block      
=
 
[
 
"CONST"
 
ident 
"="
 
number 
{
 
","
 
ident 
"="
 
number 
}
 
";"
 
]

              
[
 
"VAR"
 
ident 
{
 
","
 
ident 
}
 
";"
 
]

              
{
 
"PROCEDURE"
 
ident 
";"
 
block 
";"
 
}
 
statement 
.

 
statement  
=
 
[
 
ident 
":="
 
expression 
|
 
"CALL"
 
ident 
|
 
"?"
 
ident 
|
 
"!"
 
expression 
|

                
"BEGIN"
 
statement 
{
 
";"
 
statement 
}
 
"END"
 
|

                
"IF"
 
condition 
"THEN"
 
statement 
|

                
"WHILE"
 
condition 
"DO"
 
statement 
]
 
.

 
condition  
=
 
"ODD"
 
expression 
|

              
expression 
(
 
"="
 
|
 
"#"
 
|
 
"<"
 
|
 
"<="
 
|
 
">"
 
|
 
">="
 
)
 
expression 
.

 
expression 
=
 
[
 
"+"
 
|
 
"-"
 
]
 
term 
{
 
(
 
"+"
 
|
 
"-"
 
)
 
term 
}
 
.

 
term       
=
 
factor 
{
 
(
 
"*"
 
|
 
"/"
 
)
 
factor 
}
 
.

 
factor     
=
 
ident 
|
 
number 
|
 
"("
 
expression 
")"
 
.

```